# Халфалар (Шабранский район)
Халфалар (азерб. Xəlfələr) — селение в Шабранском районе Азербайджана.

## География
Населённый пункт находится при речке Аршали́, к юго-западу от районного центра города — Шабран.

## Название
Топоним происходит от шахсевенского рода хелфеляр, которые при содействии кубинского Фатали-хана в конце XIX века основали этот населённый пункт.
«Кавказский календарь» на 1857 год приводит название Халфалара «на туземном наречии» (ﺧﻠﻔﻪﻟﺮ). В дореволюционной литературе, в соответствии с тогдашней орфографией встречаются написания «Хальфеляръ», «Хальфаляръ», Халфаларъ (с ударением «Хальфала́ръ»). В советской литературе можно встретить Хальфаляр.

## История
По сведениям «Камерального описания Кубинской провинции», составленном в 1831 году коллежским регистратором Хотяновским, в казённой деревне Халфаляр Шабранского магала население состояло из шиитов ведших кочевой образ жизни и занимавшихся земледелием и овцеводством. Кендхуда деревни являлся Ага Керим Хазрет оглы.
Халфалар в середине XIX века входил в состав Оссалинского магала Кубинского уезда Дербентской губернии, а в последующем как один из населённых пунктов того же уезда — в состав Бакинской губернии. По состоянию на 1879 год в Халфаларе были одна мечеть и одна медресе.
После установления Советской власти в Азербайджане была сохранена уездная система, Халфалар оставался одним из населённых пунктов Кубинского уезда. Как во второй половине XIX века, так и в первые советские годы Халфалар был частью Амирханлинского сельского общества.
В 1929 году уездную систему упразднили и вместо уездов создали округа, делившиеся на районы. Однако уже летом 1930 года все округа также упразднили, а входившие в их состав районы перешли в прямое подчинение Азербайджанской ССР. 8 августа 1930 года был образован Дивичинский район, который в 2010 году был переименован в Шабранский.

## Население
В статистических материалах второй половины XIX — первой половины XX веков жители Халфалара обычно фиксировались как «татары» // «тюрки» (азербайджанцы), но есть случай, когда они были указаны как таты.

### XIX век
Согласно сведениям «Кавказского календаря» на 1857 год здесь проживали «татары»-шииты (азербайджанцы-шииты), а местным языком был «татарский» (азербайджанский). 
По данным же списков населённых мест Бакинской губернии от 1870 года, составленных по сведения камерального описания губернии с 1859 по 1864 год, здесь имелось 30 дворов и 213 жителей (116 мужчин и 97 женщин), которые были «татарами»-шиитами (азербайджанцами-шиитами). Согласно сведениям 1873 года, опубликованным в изданном в 1879 году под редакцией Н. К. Зейдлица «Сборнике сведений о Кавказе», в Халфаларе было уже 25 дворов и 196 жителей (112 мужчин и 84 женщины), также «татар»-шиитов (азербайджанцев-шиитов). 
Из материалов посемейных списков на 1886 год видно, что все 235 жителей (132 мужчины и 103 женщины; 27 дымов) селения были «татарами»-шиитами (азербайджанцами-шиитами), из которых 216 человек — крестьяне на казённой земле (121 мужчина и 95 женщин; 25 дымов), 10 — беки (6 мужчин и 4 женщины) и 9 — представители шиитского духовенства (5 мужчин и 4 женщины).

### XX век
В «Кавказском календаре» на 1910 год читаем, что в Халфаларе за 1908 год было 161 житель, преимущественно таты. По сведениям же Списка населённых мест, относящегося к Бакинской губернии и изданного Бакинским губернским статистическим комитетом в 1911 году, в селении насчитывалось столько же жителей (90 мужчин и 71 женщина; 26 дымов), но теперь уже «татарской» (азербайджанской) национальности; на этот раз среди них не были отмечены беки и представители духовенства, все жители были поселянами на казённой земле.
По Азербайджанской сельскохозяйственной переписи 1921 года в Халфаларе Кубинского уезда Азербайджанской ССР проживал 151 человек (83 мужчины и 68 женщин; 53 хозяйства), преимущественно тюрки азербайджанские (азербайджанцы); среди всех жителей грамотным был только один мужчина.
Согласно материалам издания «Административное деление АССР», подготовленного в 1933 году Управлением народно-хозяйственного учёта Азербайджанской ССР (АзНХУ), по состоянию на 1 января 1933 года здесь было 32 хозяйства и 203 человека коренного населения (то есть приписанного к данному селу), среди которых 103 мужчины и 100 женщин. В этих же материалах указано, что весь Халфаларский сельсовет (селения Билиджиказма, Аршали, Измара, Елекесан, Халфалар и Заглы) в национальном плане на 56,2 % состоял из татов и на 43,8 % из «тюрок» (азербайджанцев).